# تحول داخلي

التحول الداخلي  (أو الانقلاب الداخلي ) هو نمط من أنماط عملية اضمحلال النشاط الإشعاعي حيث تتآثر فيه نواة ذرة مثارة بشكل كهرومغناطيسي مع المدارات الذرية لتلك الذرة؛ مما يؤدي في النهاية إلى طرد الإلكترونات من الذرة.
بالتالي فإنه في عملية التحول الداخلي تنبعث إلكترونات مرتفعة الطاقة من الذرة المشعة، ولكن ليس من نواتها، ولهذا السبب فإن تلك الإلكترونات المنبعثة لا توصف بأنها جسيات بيتّا β، إذ أن الأخيرة تكون ناتجة عن عملية اضمحلال بيتا، وعملية التحول الداخلي مختلفة عنها.
تكون عملية التحول الداخلي ممكنة طالما أن إصدار أشعة غاما أمر ممكن؛ باستثناء الحالات التي تكون فيها الذرة مؤينة بالكامل. لا يحدث تغير في العدد الذري أثناء عملية التحول الداخلي، بالتالي لا ينجم عن ذلك تحول نووي؛ ولكن التحول الداخلي هو عملية إعادة ترتيب طاقي داخل الذرة، ويترافق ذلك مع إصدار أشعة سينية مميزة وتأثير أوجيه.